# One Place Live
One Place Live es el primer álbum en vivo de la cantante y compositora estadounidense de música góspel, Tasha Cobbs Leonard, publicado el 21 de agosto de 2015 por Motown Góspel. El álbum se posicionó en el puesto 28 del Billboard 200 y en el puesto 1 del Top Gospel Albums, vendiendo 13.000 copias en su primera semana de ventas. A septiembre de 2016, el álbum ha vendido 80.000.

## Listado de canciones
| Track list |                                                                                     |          |  |
| N.º        | Título                                                                              | Duración |  |
| 1.         | «Immediately»                                                                       | 05:12    |  |
| 2.         | «Jesus Did It»                                                                      | 02:54    |  |
| 3.         | «Fill Me Up»                                                                        | 05:59    |  |
| 4.         | «Overflow»                                                                          | 03:42    |  |
| 5.         | «Jesus Saves»                                                                       | 05:27    |  |
| 6.         | «One Place» (con Bertha Cobbs)                                                      | 07:08    |  |
| 7.         | «I Love This Place»                                                                 | 03:04    |  |
| 8.         | «This Is The Freedom»                                                               | 05:22    |  |
| 9.         | «Sense It»                                                                          | 07:57    |  |
| 10.        | «Put A Praise On It» (con Kierra Sheard)                                            | 06:17    |  |
| 11.        | «I'd Do It Again» (con William Murphy III, Bishop Paul Morton, Pastor Bryan Pierce) | 04:55    |  |
| 12.        | «Solid Rock» (con Jamie Grace)                                                      | 06:41    |  |